# Super Rugby 2015
Die Saison 2015 war die fünfte Ausgabe von Super Rugby, einem Rugby-Union-Wettbewerb mit 15 Franchise-Mannschaften aus Australien, Neuseeland und Südafrika. Die Saison begann am 13. Februar 2015 und endete mit dem Finale am 4. Juli 2015. Es wurden insgesamt 125 Spiele ausgetragen. Die 15 Teams waren in drei Conferences eingeteilt, die den drei Ländern entsprechen.

## Modus
Jedes Team spielte in der regulären Saison nach folgendem Muster:
- Innerhalb der Conference: Jedes Team absolviert je zwei Spiele gegen die vier anderen Teams in seiner Conference (ein Heim- und Auswärtsspiel).
- Übrige Conferences: Jedes Team absolviert Heimspiele gegen vier Vertreter aus den übrigen Conferences sowie Auswärtsspiele gegen vier andere Vertreter (dadurch fehlt eine Begegnung mit je einem Vertreter aus den Conferences).

Die bestplatzierten Teams der drei Conferences sowie die drei nächstklassierten Teams in der Gesamttabelle (Wildcard) zogen in die Play-offs ein. Die zwei besseren Conference-Sieger erhielten für das Viertelfinale ein Freilos. In diesem traf der dritte Conference-Sieger auf das drittplatzierte Wildcard-Team, während das bestplatzierte Wildcard-Team auf das zweitplatzierte traf. Es folgten Halbfinale und Finale, wobei das Heimrecht aufgrund der höheren Platzierung in der Gesamttabelle ermittelt wurde.

## Ergebnisse

### Australische Conference
|     | Team     | Spiele | Siege | Unent. | Ndlg. | Spiel- punkte | Diff. | Bonus- punkte | Tabellen- punkte |
| --- | -------- | ------ | ----- | ------ | ----- | ------------- | ----- | ------------- | ---------------- |
| 01. | Waratahs | 16     | 11    | 0      | 5     | 409:313       | + 96  | 8             | 52               |
| 02. | Brumbies | 16     | 9     | 0      | 7     | 369:261       | + 108 | 11            | 47               |
| 03. | Rebels   | 16     | 7     | 0      | 9     | 319:354       | − 35  | 8             | 36               |
| 04. | Reds     | 16     | 4     | 0      | 12    | 247:434       | − 187 | 6             | 22               |
| 05. | Force    | 16     | 3     | 0      | 13    | 245:384       | − 139 | 7             | 19               |

### Neuseeländische Conference
|     | Team        | Spiele | Siege | Unent. | Ndlg. | Spiel- punkte | Diff. | Bonus- punkte | Tabellen- punkte |
| --- | ----------- | ------ | ----- | ------ | ----- | ------------- | ----- | ------------- | ---------------- |
| 01. | Hurricanes  | 16     | 14    | 0      | 2     | 458:288       | + 170 | 10            | 66               |
| 02. | Highlanders | 16     | 11    | 0      | 5     | 450:333       | + 117 | 9             | 53               |
| 03. | Chiefs      | 16     | 10    | 0      | 6     | 372:299       | + 73  | 8             | 48               |
| 04. | Crusaders   | 16     | 9     | 0      | 7     | 481:338       | + 143 | 10            | 46               |
| 05. | Blues       | 16     | 3     | 0      | 13    | 282:428       | − 146 | 8             | 20               |

### Südafrikanische Conference
|     | Team     | Spiele | Siege | Unent. | Ndlg. | Spiel- punkte | Diff. | Bonus- punkte | Tabellen- punkte |
| --- | -------- | ------ | ----- | ------ | ----- | ------------- | ----- | ------------- | ---------------- |
| 01. | Stormers | 16     | 10    | 1      | 5     | 373:323       | + 50  | 3             | 45               |
| 02. | Lions    | 16     | 9     | 1      | 6     | 342:364       | − 22  | 4             | 42               |
| 03. | Bulls    | 16     | 7     | 0      | 9     | 397:388       | + 9   | 10            | 38               |
| 04. | Sharks   | 16     | 7     | 0      | 9     | 338:401       | − 63  | 6             | 34               |
| 05. | Cheetahs | 16     | 5     | 0      | 11    | 357:531       | − 174 | 6             | 26               |

### Gesamttabelle
|     | Team        | Spiele | Siege | Unent. | Ndlg. | Spiel- punkte | Diff. | Bonus- punkte | Tabellen- punkte |
| --- | ----------- | ------ | ----- | ------ | ----- | ------------- | ----- | ------------- | ---------------- |
| 01. | Hurricanes  | 16     | 14    | 0      | 2     | 458:288       | + 170 | 10            | 66               |
| 02. | Waratahs    | 16     | 11    | 0      | 5     | 409:313       | + 96  | 8             | 52               |
| 03. | Stormers    | 16     | 10    | 1      | 5     | 373:323       | + 50  | 3             | 45               |
| 04. | Highlanders | 16     | 11    | 0      | 5     | 450:333       | + 117 | 9             | 53               |
| 05. | Chiefs      | 16     | 10    | 0      | 6     | 372:299       | + 73  | 8             | 48               |
| 06. | Brumbies    | 16     | 9     | 0      | 7     | 369:261       | + 108 | 11            | 47               |
| 07. | Crusaders   | 16     | 9     | 0      | 7     | 481:338       | + 143 | 10            | 46               |
| 08. | Lions       | 16     | 9     | 1      | 6     | 342:364       | − 22  | 4             | 42               |
| 09. | Bulls       | 16     | 7     | 0      | 9     | 397:388       | + 9   | 10            | 38               |
| 10. | Rebels      | 16     | 7     | 0      | 9     | 319:354       | − 35  | 8             | 36               |
| 11. | Sharks      | 16     | 7     | 0      | 9     | 338:401       | − 63  | 6             | 34               |
| 12. | Cheetahs    | 16     | 5     | 0      | 11    | 357:531       | − 174 | 6             | 26               |
| 13. | Reds        | 16     | 4     | 0      | 12    | 247:434       | − 187 | 6             | 22               |
| 14. | Blues       | 16     | 3     | 0      | 13    | 282:428       | − 146 | 8             | 20               |
| 15. | Force       | 16     | 3     | 0      | 13    | 245:384       | − 139 | 7             | 19               |

Die Punkte werden wie folgt verteilt:
- 4 Punkte bei einem Sieg
- 2 Punkte bei einem Unentschieden
- 0 Punkte bei einer Niederlage (vor möglichen Bonuspunkten)
- 1 Bonuspunkt für vier oder mehr Versuche, unabhängig vom Endstand
- 1 Bonuspunkt bei einer Niederlage mit weniger als sieben Punkten Unterschied
- Jedes Teams hat zwei Freilose und erhält dafür je vier Punkte gutgeschrieben

## Finalrunde

### Viertelfinale
| 20. Juni 2015 19:35 NZST | Highlanders | 24 : 14       | Chiefs                                                                                           | Forsyth Barr Stadium, Dunedin Schiedsrichter: Chris Pollock (Neuseeland) |
| 20. Juni 2015 19:35 NZST | Versuche: Naholo 24. n.erh., 43. erh. Erhöhungen: Sopoaga (1/2) Straftritte: Sopoaga (4/4) 6., 57., 66., 80. Dropgoals: Naholo (0/1) | (8:9) Bericht | Versuche: Retallick 60. n.erh. Erhöhungen: Horrell (0/1) Straftritte: Horrell (3/5) 8., 28., 40. | Forsyth Barr Stadium, Dunedin Schiedsrichter: Chris Pollock (Neuseeland) |

| 20. Juni 2015 17:05 SAST | Stormers                                                                                               | 19 : 39        | Brumbies | Newlands-Stadion, Kapstadt Schiedsrichter: Jaco Peyper (Südafrika) |
| 20. Juni 2015 17:05 SAST | Versuche: Kolbe 45. erh. Erhöhungen: Catrakilis (1/1) Straftritte: Catrakilis (4/4) 13., 34., 49., 60. | (6:24) Bericht | Versuche: Tomane 4. n.erh., 15. n.erh., 25. erh. Sio 40. erh. Vaea 63. erh. Mogg 79. n.erh. Erhöhungen: Lealiʻifano (3/6) Straftritte: Lealiifano (1/1) 51. | Newlands-Stadion, Kapstadt Schiedsrichter: Jaco Peyper (Südafrika) |

### Halbfinale
| 27. Juni 2015 19:35 NZST | Hurricanes | 29 : 9         | Brumbies                                               | Westpac Stadium, Wellington Schiedsrichter: Glen Jackson (Neuseeland) |
| 27. Juni 2015 19:35 NZST | Versuche: J. Savea 21. n.erh. Perenara 29. erh. A. Savea 43. erh. Proctor 74. erh. Erhöhungen: Barrett (1/2) Marshall (2/2) Straftritte: Barrett (0/1) Marshall (1/2) 66. | (12:3) Bericht | Straftritte: Mogg (1/1) 40. Lealiʻifano (2/2) 50., 57. | Westpac Stadium, Wellington Schiedsrichter: Glen Jackson (Neuseeland) |

| 27. Juni 2015 19:55 AEST | Waratahs                                                                                       | 17 : 35         | Highlanders | Allianz Stadium, Sydney Schiedsrichter: Craig Joubert (Südafrika) |
| 27. Juni 2015 19:55 AEST | Versuche: Horne 11. n.erh. Erhöhungen: Foley (0/1) Straftritte: Foley (4/4) 23., 31., 37., 51. | (15:14) Bericht | Versuche: A. Smith 19. n.erh. Buckman 33. erh. Naholo 53. n.erh. Strafversuch 58. erh. Osborne 78. n.erh. Erhöhungen: B. Smith (0/1) Sopoaga (2/4) Straftritte: Sopoaga (1/3) 5. Dropgoals: Sopoaga (1/2) 75. | Allianz Stadium, Sydney Schiedsrichter: Craig Joubert (Südafrika) |

### Finale
| 4. Juli 2015 19:35 NZST | Hurricanes                                                                                   | 14 : 21        | Highlanders | Westpac Stadium, Wellington Schiedsrichter: Jaco Peyper (Südafrika) |
| 4. Juli 2015 19:35 NZST | Versuche: Nonu 36. n.erh. Erhöhungen: Barrett (0/1) Straftritte: Barrett (3/5) 42., 54., 67. | (5:13) Bericht | Versuche: Dixon 40. erh. Naholo 47. n.erh. Erhöhungen: Sopoaga (1/2) Straftritte: Sopoaga (2/3) 5., 29. Dropgoals: Sopoaga (0/1) Banks (1/1) 78. | Westpac Stadium, Wellington Schiedsrichter: Jaco Peyper (Südafrika) |

| 15                 | James Marshall      |     |     |
| 14                 | Nehe Milner-Skudder | 70. |     |
| 13                 | Conrad Smith        |     |     |
| 12                 | Ma’a Nonu           |     |     |
| 11                 | Julian Savea        |     |     |
| 10                 | Beauden Barrett     |     |     |
| 09                 | TJ Perenara         |     |     |
| 08                 | Victor Vito         |     |     |
| 07                 | Callum Gibbins      | 51. |     |
| 06                 | Brad Shields        |     |     |
| 05                 | James Broadhurst    |     |     |
| 04                 | Jeremy Thrush       |     |     |
| 03                 | Ben Franks          | 51. | 72. |
| 02                 | Dane Coles          |     |     |
| 01                 | Reg Goodes          | 40. |     |
| Auswechselspieler: |                     |     |     |
| 16                 | Motu Matu'u         |     |     |
| 17                 | Chris Eves          | 40. | 72. |
| 18                 | Jeff Allen          | 51. |     |
| 19                 | Mark Abbott         |     |     |
| 20                 | Blade Thomson       | 51. |     |
| 21                 | Chris Smylie        |     |     |
| 22                 | Reynold Lee-Lo      |     |     |
| 23                 | Matt Proctor        | 70. |     |

| 15                 | Ben Smith         |     |
| 14                 | Waisake Naholo    |     |
| 13                 | Malakai Fekitoa   |     |
| 12                 | Richard Buckman   |     |
| 11                 | Patrick Osborne   |     |
| 10                 | Lima Sopoaga      | 70. |
| 09                 | Aaron Smith       |     |
| 08                 | Nasi Manu         |     |
| 07                 | James Lentjes     | 40. |
| 06                 | Elliot Dixon      | 71. |
| 05                 | Mark Reddish      | 51. |
| 04                 | Alex Ainley       |     |
| 03                 | Josh Hohneck      | 61. |
| 02                 | Liam Coltman      | 57. |
| 01                 | Brendon Edmonds   | 64. |
| Auswechselspieler: |                   |     |
| 16                 | Ash Dixon         | 57. |
| 17                 | Dan Lienert-Brown | 64. |
| 18                 | Ross Geldenhuys   | 61. |
| 19                 | Joseph Wheeler    | 51. |
| 20                 | Gareth Evans      | 71. |
| 21                 | Shane Christie    | 40. |
| 22                 | Fumiaki Tanaka    |     |
| 23                 | Marty Banks       | 70. |

## Statistik
Quelle: SARU

### Meiste erzielte Versuche
| Rang | Spieler            | Mannschaft  | Versuche |
| ---- | ------------------ | ----------- | -------- |
| 1.   | Waisake Naholo     | Highlanders | 13       |
| 2.   | TJ Perenara        | Hurricanes  | 11       |
| 3.   | Nemani Nadolo      | Crusaders   | 9        |
| 4.   | Taqele Naiyaravoro | Waratahs    | 8        |
| 4.   | Patrick Osborne    | Highlanders | 8        |
| 4.   | David Pocock       | Brumbies    | 8        |
| 4.   | Boom Prinsloo      | Cheetahs    | 8        |
| 4.   | Julian Savea       | Hurricanes  | 8        |
| 4.   | Joe Tomane         | Brumbies    | 8        |

### Meiste erzielte Punkte
| Rang | Spieler               | Mannschaft  | Punkte |
| ---- | --------------------- | ----------- | ------ |
| 1.   | Lima Sopoaga          | Highlanders | 191    |
| 2.   | Bernard Foley         | Waratahs    | 187    |
| 3.   | Demetri Catrakilis    | Stormers    | 170    |
| 3.   | Christian Lealiʻifano | Brumbies    | 170    |
| 5.   | Handré Pollard        | Bulls       | 167    |